# Tallgrund, Korpo
Tallgrund är en ö i Finland. Den ligger i Skärgårdshavet och i kommunen Pargas i landskapet Egentliga Finland, i den sydvästra delen av landet. Ön ligger omkring 40 kilometer väster om Åbo och omkring 190 kilometer väster om Helsingfors.
Öns area är 1,3 hektar och dess största längd är 160 meter i nord-sydlig riktning. Närmaste större samhälle är Houtskär, 19,9 km sydväst om Tallgrund.